# 주콥카

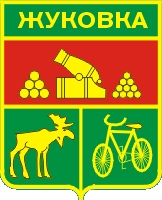
시 문장

주콥카(러시아어: Жу́ковка)는 러시아 브랸스크주 북부에 위치한 도시로, 인구는 19,731명(2002년 기준)이다. 드니에프르강의 지류인 데스나강과 접하며 브랸스크(브랸스크 주의 주도)에서 북서쪽으로 56km 정도 떨어진 곳에 위치한다.
1868년 오룔에서 리가를 연결하는 철도가 개통되면서 마을이 형성되었고 1962년 시로 승격되었다.